# بيت الذيباني السفلى (الرضمة)

تعديل مصدري - تعديل

بيت الذيباني السفلى هي إحدى قرى عزلة البكرة بمديرية الرضمة التابعة لمحافظة إب، بلغ تعداد سكانها 517 نسمة حسب تعداد اليمن لعام 2004.